# チェルシー (バーモント州)
チェルシー（英: Chelsea）は、アメリカ合衆国バーモント州の町。オレンジ郡の郡庁所在地である。人口は1,296人（2022年推計）。

## 地理
アメリカ合衆国国勢調査局に拠れば、市域全面積は39.9平方マイル (103.4 km2)であり、このうち陸地39.9平方マイル (103.4 km2)、水域は0.04平方マイル (0.1 km2)で水域率は0.05%である。

## 人口動態

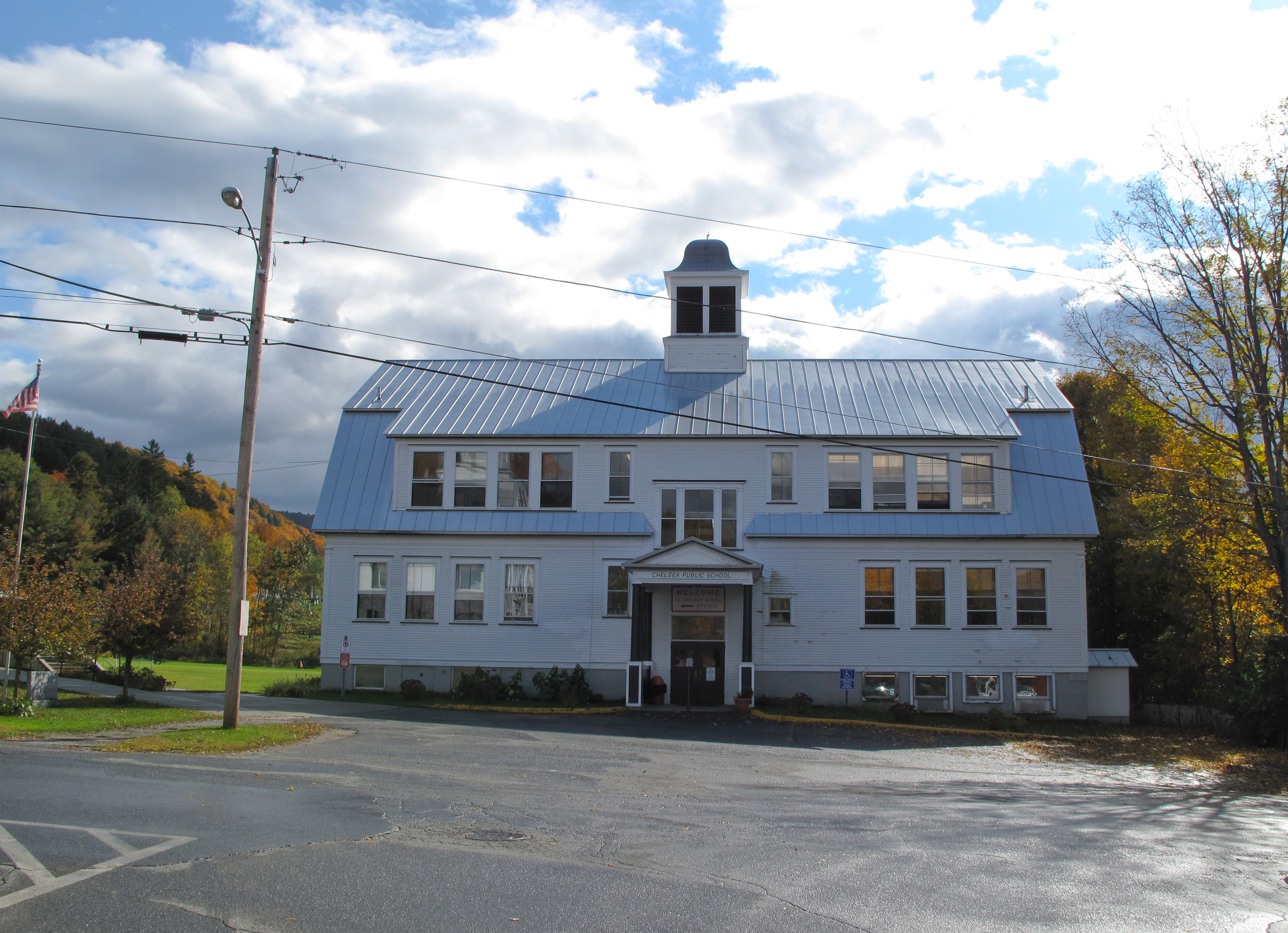
チェルシー公立学校、幼稚園児から12年生まで全てを受け入れている
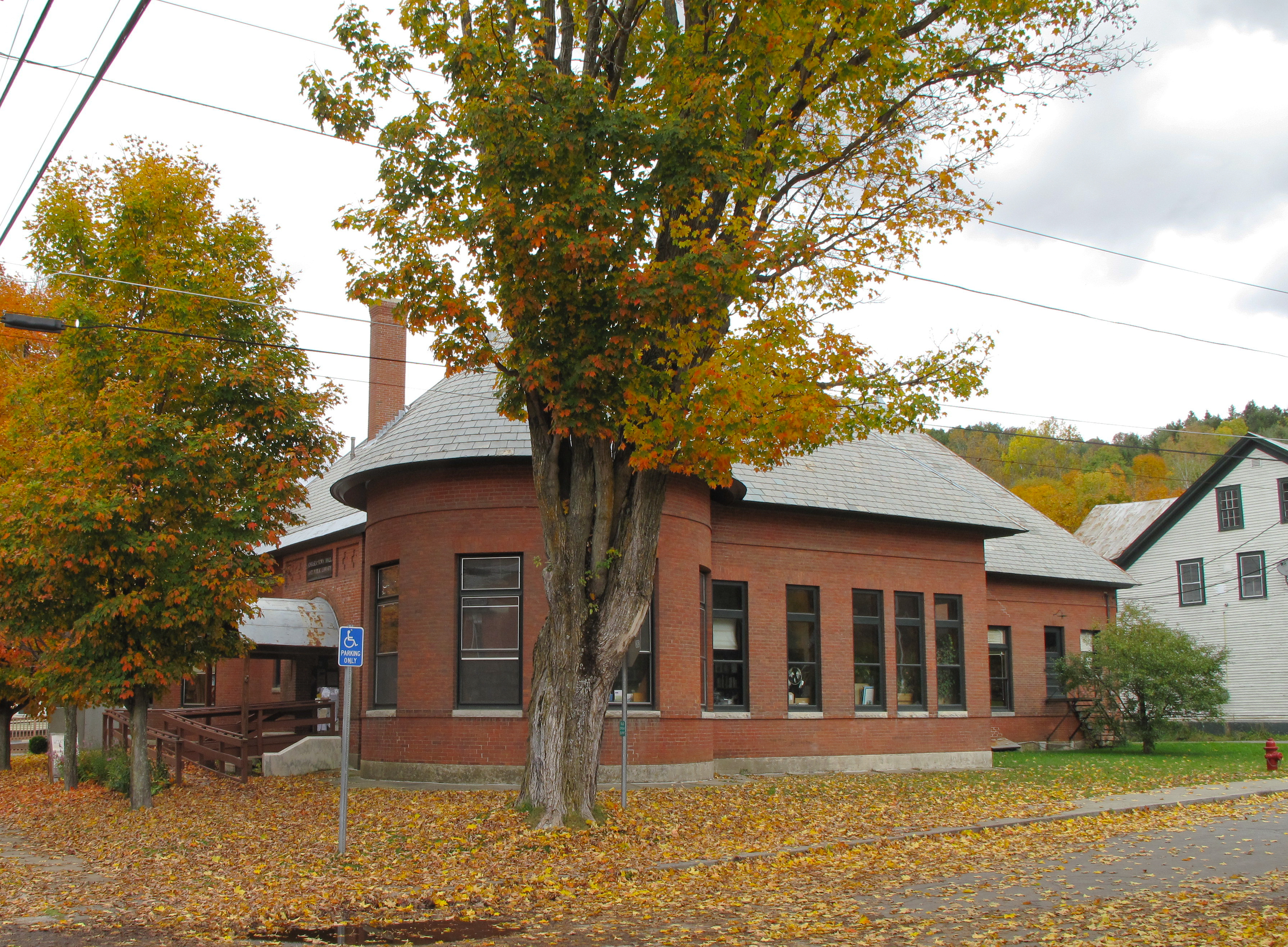
チェルシー公共図書館

以下は2000年の国勢調査による人口統計データである。
| 基礎データ - 人口: 1,250 人 - 世帯数: 495 世帯 - 家族数: 324 家族 - 人口密度: 12.1人/km2（31.3 人/mi2） - 住居数: 657 軒 - 住居密度: 6.4軒/km2（16.5 軒/mi2） 人種別人口構成 - 白人: 98.08% - アフリカン・アメリカン: 0.16% - ネイティブ・アメリカン: 0.72% - アジア人: 0.08% - その他の人種: 0.32% - 混血: 0.64% - ヒスパニック・ラテン系: 0.40% | 年齢別人口構成 - 18歳未満: 25.1% - 18-24歳: 5.4% - 25-44歳: 26.1% - 45-64歳: 23.9% - 65歳以上: 19.4% - 年齢の中央値: 42歳 - 性比（女性100人あたり男性の人口） - 総人口: 101.0 - 18歳以上: 90.2 世帯と家族（対世帯数） - 18歳未満の子供がいる: 29.7% - 結婚・同居している夫婦:50.9% - 未婚・離婚・死別女性が世帯主: 8.9% - 非家族世帯: 34.5% - 単身世帯: 27.5% - 65歳以上の老人1人暮らし: 13.5% - 平均構成人数 - 世帯: 2.41人 - 家族: 2.95人 | 収入と家計 - 収入の中央値 - 世帯: 32,024米ドル - 家族: 40,625米ドル - 性別 - 男性: 27,446米ドル - 女性: 22,841米ドル - 人口1人あたり収入: 16,164米ドル - 貧困線以下 - 対人口: 15.3% - 対家族数: 9.0% - 18歳未満: 21.4% - 65歳以上: 18.5% |